# Rebrișoara (gmina)
Rebrișoara – gmina w Rumunii, w okręgu Bistrița-Năsăud. Obejmuje miejscowości Gersa I, Gersa II, Poderei i Rebrișoara. W 2011 roku liczyła 4269 mieszkańców.